# ألكسندر فينوغرادوف (موسيقي)
الكسندر فينوغرادوف هو موسيقي ومغني أوبرا ومغني روسي، ولد في 1976 في موسكو في روسيا.

## وصلات خارجية
- الكسندر فينوغرادوف على موقع ميوزك برينز (الإنجليزية)